# Hexose
Hexoser er sukkerstoffer, der er bygget over seks kulstofatomer. De inddeles i aldohexoser, der har en aldehydgruppe i 1. position, og ketohexoser, som har ketongruppen i 2. position.

## Aldohexoser
- D-Allose
- D-Altrose
- D-Glukose
- D-Mannose
- D-Gulose
- D-Idose
- D-Galaktose
- D-Talose

## Ketohexoser
- D-Fruktose
- D-Psicose
- D-Sorbose
- D-Tagatose

Ud over disse naturligt forekommende findes der mange syntetisk fremstillede, men det er interessant, at gærceller kun kan nedbryde de naturlige hexoser.